# Мауленов Сирбай
Мауле́нов Сирбай (каз. Сырбай Мәуленов) — казахський радянський поет, народний письменник Казахстану з 1990 року.

## Біографія
Учасник Другої світової війни. Член КПРС з 1944 року. У 1943—1950 роках працював редактором обласного радіо у Костанайській області. У 1951—1955 роках — в газеті «Большевиктік жол» («Більшовик»). У 1964—1971 роках працював у газеті «Жұлдыз» («Зірка»), працював також заступником редактора газети «Казах адебієті» (каз. Қазақ әдебиеті, укр. Казахська література), а у 1971—1977 роках — редактором цієї газети.

## Творчість
Друкуватися почав 1937 року. Автор книг «Голос степів» (1949), «Вогні гори Магнітної» (1952), «Листя горить» (1964), «Дощ квітня» (1967), «Червона береза» (1969), «Світло блискавок» (1973), «Вогонь і вода» (1975), «Я і ти» (1977), «Зелені зірки» (1978) та інших. Перекладач творів Т. Шевченка. Перекладені ним Шевченкові твори («Лічу в неволі дні і ночі», «Сонце заходить, гори чорніють», «Огні горять, музика грає» та інші — всього 15) ввійшли до книжки «Вибране» Т. Шевченка (Алма-Ата, 1964). Присвятив Т. Шевченку вірші «Україна» і «Шевченко на Яїку» (обидва — 1954 року).
Нагороджений орденами Трудового Червоного Прапора, «Знак Пошани», медалями. Нагороджений Почесною Грамотою Верховної Ради Української РСР (1986).

## Українські переклади
- Гімн сонцю. В книзі: Сузір'я, в. 11. — К., 1977,
- Я іду по Києву. В книзі: Сузір'я, в. 16. — К., 1982;
- Вірші в книзі: Степові ритми. Сучасна поезія Казахстану. — К., 1989.